# Laurence Irving
Pour les articles homonymes, voir Irving.
Laurence Irving, né le 11 avril 1897 à Londres et mort le 23 octobre 1988 à Wittersham au Royaume-Uni, est un illustrateur, scénographe, décorateur et directeur artistique britannique.
Il est le fils des acteurs H. B. Irving et Dorothea Baird et fut le biographe de son grand-père, le fameux acteur de l'époque victorienne Henry Irving. Sa sœur était l'actrice Elizabeth Irving, fondatrice de la Campagne Keep Britain Tidy.
Il vécut et mourut à Wittersham, dans le Kent, en 1988, à peu de distance de la maison où vécut Dame Ellen Terry, laquelle fut la partenaire principale de son grand-père au Lyceum Theatre de Londres, dans le (West End).

## Biographie
Nommé après son oncle Laurence Sydney Brodribb Irving, Laurence Irving est né à Londres en 1897. Il entra brièvement mais sans succès au Wellington College (en), puis s'essaya à la peinture à l'École Byam Shaw et à la Royal Academy of Arts sous la direction de Charles Ricketts et Charles Haslewood Shannon. Il se spécialisa dans les paysages et les marines avant de commencer sa carrière de décorateur au théâtre. Il fut pilote dans la Royal Naval Air Service (RNAS) pendant la Première Guerre mondiale, au terme de laquelle il portait le grade de captain. En 1919, il se fiança avec Rosalind Woolner, petite-fille du sculpteur préraphaélite Thomas Woolner puis l'épousa en 1921. 
Laurence Irving était aussi illustrateur de livres, œuvrant pour Voyages & Discoveries of the English de Richard Hakluyt (1926), et Philip the King de John Masefield (1927). En 1928, il se rendit à Hollywood avec Douglas Fairbanks pour être son directeur artistique dans Le Masque de fer (1929), son dernier film muet d'envergure et, plus tard, en collaboration avec William Cameron Menzies, dans la production du film La Mégère apprivoisée en 1929. Il fut le directeur artistique des films 77 Park Lane (1931) et Colonel Blood (en) (1934). Dans ses mémoires, Irving travaillera activement à Hollywood pour des figures telles que Mary Pickford et Charlie Chaplin. À son retour au Royaume-Uni, dans les années 1930, il travailla sur d'autres films connus comme Moonlight Sonata (1937) ainsi que Pygmalion (1938) et Major Barbara (1941),, tous deux adaptés des pièces de George Bernard Shaw.
Irving fut rappelé par la Royal Air Force en octobre 1939, au début de la seconde Guerre mondiale, dans le service du Renseignement de l'Air Ministry. En mars 1940, il fut envoyé en France, au GQG des forces aériennes britanniques, comme responsable de l'écriture des communiqués officiels afin de persuader les correspondants de guerre accrédités de respecter le principe de la censure acceptés par leurs éditeurs. Après la capitulation de la France, il retourna à l'Air Ministry, convaincu que le système de défense local aurait pu stopper l'avancée des blindés allemands. Un memorandum écrit dans ce sens l'amena à être affecté comme officier d'État Major au GQG du 12e corps d'armée peu équipé pour repousser une invasion allemande ; il devait aider Peter Fleming à recruter et entraîner une force clandestine de saboteurs pour harceler l'ennemi au cas où une tête de pont serait établie dans le Kent et le Sussex. Quand le commandement du Sud-Est prit le contrôle des opérations militaires dans ce secteur, on lui attribua une No. 35 Wing RAF (en), formée de trois escadrons et de personnel de l'Air, pour promouvoir la coopération Armée/Air. En tant qu'officier supérieur du Renseignement du 35 Wing, Irving étudia et améliora les ressources techniques et tactiques en photographie et reconnaissance, ainsi que la distribution rapide des renseignements qui en découlait. Il termina la guerre en tant que Squadron Leader.
Après la guerre, il fut invité par J. Arthur Rank pour produire et arranger l'adaptation cinématographique de Uncle Silas (en) de Sheridan Le Fanu (1947). Laurence Irving écrivit les biographies complètes et hautement considérées Henry Irving, the Actor and his World et The Successors, ainsi que deux volumes autobiographiques, Designing for the Movies : the Memoirs of Laurence Irving, et Great Interruption: An Autobiography 1938-45 (1983).
Laurence Irving est le père de John H. B. Irving et Pamela Mary Irving.